# Större grönduva
Större grönduva (Treron capellei) är en fågel i familjen duvor inom ordningen duvfåglar.

## Utseende och läte
Större grönduva är en stor (36 cm) trädlevande duva. Hanen är övervägande grågrön, undertill ljusare och med mörkgul bröstfläck och mörkt kastanjebruna undre stjärttäckare. Vingpennorna är gulkant svartgrå. Benen är gula. Honan har en gul fläck på bröstet. Liknande hona tjocknäbbad grönduva är mindre, saknar fläcken på bröstet samt har grönvita undre stjärttäckare och rödaktiga ben. Bland lätena hörs djupa och fylliga morrande ljud samt "kak-kak" eller "kwok-kwok".

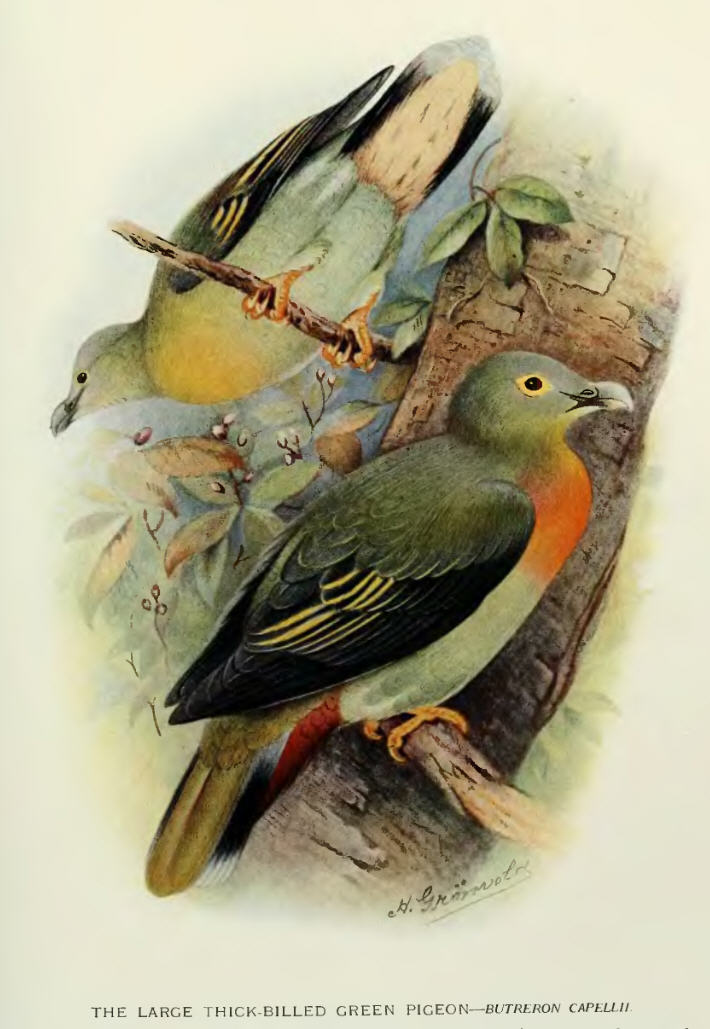

## Utbredning och systematik
Arten förekommer från Malackahalvön till norra Sumatra, Borneo, Java och näraliggande öar. Fågeln behandlas antingen som monotypisk eller delas in i två underarter med följande utbredning:
- Treron capellei magnirostris – Malackahalvön, Sumatra och Borneo
- Treron capellei capellei – Java

## Levnadssätt
Fågeln hittas nästan uteslutande i lågliggande områden, endast sällsynt upp i förberg till 1 500 meters höjd. Där bebor den både ursprunglig men även av människan påverkad städsegrön regnskog. Småflockar besöker fruktträd, vanligen fikon, och påträffas vanligen högt upp i träddtaket. Arten är stannfågel, men bestånden kan växla beroende på tillgången på frukt. Även rörelser nattetid har noterats.

## Status och hot
Större grönduva har en liten världspopulation bestående av uppskattningsvis endast 10 000–20 000 vuxna individer. Den tros också minska i antal till följd av habitatförlust. Den är därför upptagen på internationella naturvårdsunionen IUCN:s röda lista över hotade arter, kategoriserad som sårbar (VU).

## Namn
Fågelns vetenskapliga artnamn hedrar Godert van der Capellen (1778–1848), holländsk politiker, diplomat och generalguvernör/generalkommissionär över Nederländska Ostindien 1816–1826.